# Yew-Kwang Ng
Yew-Kwang Ng (chinês tradicional: 黃有光; pronúncia em inglês [jye kwɑŋ 'ʊŋ] ou simplesmente /kwæŋ/; nascido em 7 de agosto de 1942) é um economista malaio-australiano, atualmente professor titular de Economia na Universidade Fudan, em Xangai, e membro ilustre da Academia de Ciências Sociais da Austrália. Ele publicou em diversas disciplinas acadêmicas e é mais conhecido por seu trabalho em economia do bem-estar.

## Vida e trabalho
Yew-Kwang Ng nasceu durante a Segunda Guerra Mundial, na Malásia ocupada pelos japoneses. Durante o ensino médio, ele foi atraído para o estudo de economia devido à sua ambição de “estabelecer o comunismo em uma Malásia independente”; a Revolução Cultural Chinesa e os eventos na União Soviética levaram Ng a mudar de ideia sobre a viabilidade do comunismo. Ng se formou como Bacharel em Comércio pela Universidade de Nanyang em 1966 e, mais tarde, como PhD pela Universidade de Sydney em 1971. Durante seus estudos na Universidade Nanyang, em meio à agitação de manifestações e greves, Ng esteve perto de ser preso ou expulso várias vezes.
Na década de 1980, trabalhando como colunista, Ng escreveu em apoio às reformas econômicas chinesas de Deng Xiaoping. Ng é membro da Academia de Ciências Sociais da Austrália desde 1981. Ele ocupou uma cadeira como professor de Economia na Universidade Monash entre 1985 e 2012 e agora é professor emérito. Entre 2013 e 2019, Ng ocupou a cadeira Winsemius no Departamento de Economia da Universidade Tecnológica de Nanyang. Em 2018, Ng proferiu a palestra inaugural do Atkinson Memorial na Universidade de Oxford, dedicada à memória de Sir Tony Atkinson. Desde julho de 2019, Ng ocupa o cargo de Professor Especial da Faculdade de Economia da Universidade Fudan, em Xangai. Ele também é colunista do portal on-line de notícias de negócios chinesas NetEase Finance.

## Pesquisa
Ng escreveu ou foi coautor de mais de 30 livros e publicou mais de duzentos artigos científicos em economia e sobre biologia, matemática, filosofia, cosmologia, psicologia e sociologia. Ele propôs a biologia do bem-estar como uma disciplina acadêmica, afirmando que essa foi sua contribuição mais subestimada. Ele publicou seu primeiro artigo acadêmico no Journal of Political Economy, uma das cinco principais revistas de economia, quando ainda era estudante de graduação.

### Economia
Ng é conhecido por seu trabalho em economia do bem-estar e a maioria de seus trabalhos acadêmicos está nessa área. Ele escreveu seu primeiro livro sobre o assunto em 1979, Welfare Economics: Introduction and Development of Basic Concepts. Dentro da economia do bem-estar, ele é particularmente conhecido por seu trabalho sobre a teoria do terceiro lugar, teoria da escolha social e economia da felicidade. Em muitas publicações, ele defende uma visão de utilidade como sendo cardinalmente mensurável e interpessoalmente comparável.
Ng cunhou o termo “mesoeconomia” e ajudou a estabelecer o campo como uma análise de equilíbrio geral simplificada e tratável com elementos micro e macro. Como método, é usado para estudar as implicações da concorrência imperfeita na macroeconomia. Argumenta-se que a mesoeconomia “geralmente produz conclusões que estão consistentemente mais alinhadas com a evidência empírica do que qualquer um dos modelos macroeconômicos concorrentes”.
Ng contribuiu para o desenvolvimento do novo campo da economia inframarginal, que “fornece uma estrutura analítica [...] para conciliar o foco da economia neoclássica na distribuição com as preocupações dos economistas clássicos [...] em relação à divisão do trabalho.” Ele colaborou com Xiaokai Yang nesse tópico e, em 1993, eles publicaram o livro conjunto Specialization and Economic Organization: A New Classical Microeconomic Framework, que teria “desafiado com credibilidade a Economia Neoclássica”.

### Filosofia moral
Na filosofia moral, Ng defende a posição consequencialista do utilitarismo hedonista. Ele defendeu essa visão em vários artigos acadêmicos, alguns dos quais foram escritos em conjunto com o filósofo moral utilitarista Peter Singer. Ele também defende essa posição em seu livro de 2000, Efficiency, Equality, and Public Policy.
Graças ao seu trabalho inicial sobre bem-estar animal, riscos catastróficos globais e medição do bem-estar, ele é creditado por ter originado muitas ideias que mais tarde seriam incorporadas à filosofia do altruísmo eficaz. Em um artigo de 2020, Ng analisa as implicações da teoria econômica do segundo lugar para o altruísmo eficaz, argumentando que vivemos em um mundo de “terceiro lugar”, onde as restrições informacionais e administrativas nos impedem de obter os segundos melhores resultados.

## Prêmios e honrarias
Ng recebeu vários prêmios em reconhecimento ao seu trabalho. Em 2007, ele foi nomeado Membro Ilustre da Sociedade Econômica da Austrália, o maior prêmio concedido pela Sociedade. No tributo associado ao prêmio, ele foi descrito como “um dos economistas mais importantes da Austrália e mais conhecidos internacionalmente.” De acordo com o ganhador do Prêmio Nobel de Economia Kenneth Arrow, Ng é “um dos principais teóricos econômicos de sua geração” e o ganhador do Prêmio Nobel James Buchanan creditou a ele “grandes contribuições na teoria da Economia do Bem-Estar”.
Após sua aposentadoria da Universidade Monash, Ng foi reconhecido como “nomeação honorária e adjunta” pelo Departamento de Economia. Devido ao interesse de Ng em pesquisas sobre prioridades globais, ele faz parte do conselho consultivo do Global Priorities Institute da Universidade de Oxford.

## Política
Ng declarou que “tentar evitar a desigualdade excessiva [é] uma questão muito importante e provavelmente a terceira questão pública mais importante depois da proteção ambiental e da manutenção da paz”. Ele também é um defensor de políticas de imigração generosas, declarando que “os imigrantes trazem fatores complementares aos locais e tornam a economia mais vibrante”.
Em 2020, Ng escreveu uma coluna que sugeria que permitir a poliandria poderia ser uma forma de a China reduzir os problemas decorrentes do desequilíbrio da proporção entre os sexos no país. Ng também declarou sua intenção de escrever uma coluna discutindo os prós e os contras da legalização da prostituição. A coluna se tornou viral e atraiu muitas críticas on-line; muitos críticos disseram que os argumentos de Ng eram misóginos e ofensivos, enquanto outros se opuseram à poliandria como contrária ao casamento tradicional.

## Filantropia
Em 2015, Ng se ofereceu para equiparar todas as doações de até US$ 25.000 para a organização beneficente Animal Ethics, uma organização sem fins lucrativos com o objetivo de promover a ética animal e fornecer informações e recursos para os defensores dos animais.
No leilão beneficente do Festival da Lua do Centro de Patrimônio Chinês da Universidade Tecnológica de Nanyang em 2016, Ng e sua esposa doaram S$ 100.000, que foram destinados à compra de uma pintura do Mestre Yang Bailiang, um artista chinês, que Ng doou ao centro e agora está em exibição permanente.